# Kombinacja norweska na Mistrzostwach Świata w Narciarstwie Klasycznym 1934
Zawody w kombinacji norweskiej na VIII Mistrzostwach świata w narciarstwie klasycznym odbyły się w dniach 21-22 lutego 1934 w szwedzkim Sollefteå.

## Wyniki

### Skocznia normalna/18 km
- Data 21-22 lutego 1934

| Medal | Zawodnik                  | Narodowość | Wynik  |
| ----- | ------------------------- | ---------- | ------ |
|       | Oddbjørn Hagen            | Norwegia   | 441,90 |
|       | Sverre Kolterud           | Norwegia   | 427,50 |
|       | Hans Vinjarengen          | Norwegia   | 416,70 |
| 4     | Ole Stenen                | Norwegia   | 410,20 |
| 5     | Lauri Valonen             | Finlandia  | 400,60 |
| 6     | Olaf Hoffsbakken          | Norwegia   | 397,15 |
| 7     | Stanisław Marusarz        | Polska     | 396,60 |
| 8     | Jonas Westman             | Szwecja    | 392,65 |
| 9     | Arne Busterud             | Norwegia   | 390,20 |
| 10    | Harald Hedjerson          | Szwecja    | 385,97 |
| 11    | Bernt Østerkløft          | Norwegia   | 385,45 |
| 12    | Otto Hultberg             | Szwecja    | 379,45 |
| 13    | Bronisław Czech           | Polska     | 378,25 |
| 14    | Sverre Salamonsen         | Norwegia   | 373,40 |
| 15    | Gustav Müller             | III Rzesza | 367,80 |
| ...   |                           |            |        |
| 19.   | Izydor Gąsienica-Łuszczek | Polska     | 350,39 |
| 31.   | Andrzej Marusarz          | Polska     | 320,10 |